# Spoedeisende geneeskunde

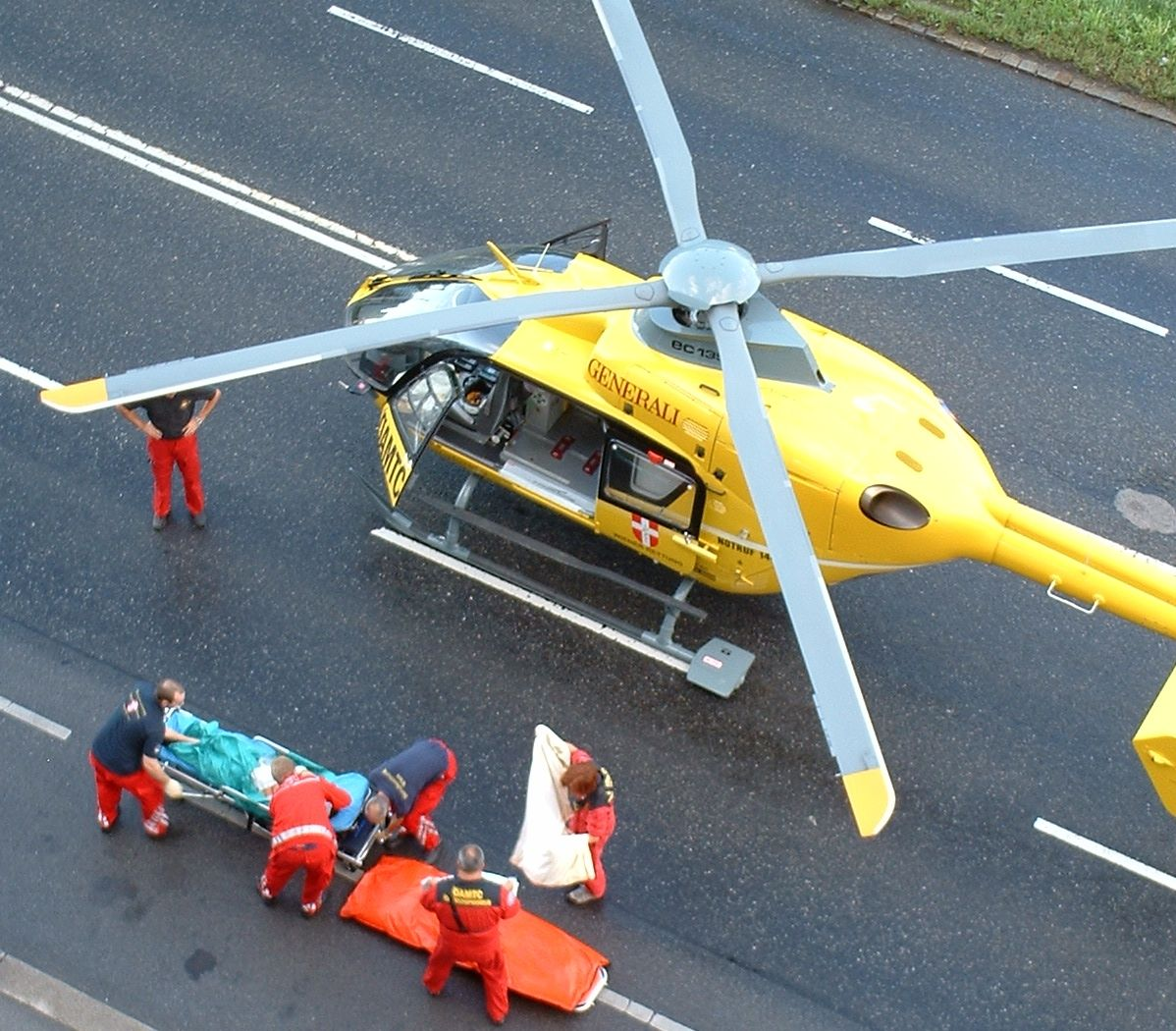
Acute hulp in Wenen

Spoedeisende geneeskunde (Nederland) of urgentiegeneeskunde (België) is een tak van de geneeskunde die zich in engere zin bezighoudt met de acute hulp aan vitaal bedreigde patiënten en in bredere zin met ook alle minder urgente eerste hulp. 
De plaats waar de zorg wordt geleverd is doorgaans de afdeling spoedeisende hulp (SEH) van een ziekenhuis, maar soms ook op andere plaatsen waar snelle medische behandeling van een trauma of ziekte wordt vereist, zoals bv. in een eerstehulppost op evenementen of op de locatie van een trauma waar de zorgverleners per ambulance of Mobiel Medisch Team (traumahelikopter) heen zijn gebracht.
In België wordt de arts gespecialiseerd in de urgentiegeneeskunde 'urgentiearts' of 'spoedarts' genoemd. In Nederland heet de arts werkzaam in de spoedeisende geneeskunde 'spoedeisendehulparts' of 'SEH-arts'.

## Vitaal bedreigde patiënten
Bij een vitaal bedreigde patiënt is er sprake van een bedreiging van de ademhaling, circulatie, bewustzijn, temperatuursregulatie en/of is er ernstige pijn. Deze vitale bedreiging kan veroorzaakt zijn door inwerking van "buiten", zoals een ongeval of trauma (bijvoorbeeld verbranding of verdrinking) of van "binnen" uit, een ziekte (variërend van bloedvergiftiging, longontsteking, hersenbloeding, vergiftiging tot fluxus post partum) dat direct of indirect kan leiden tot ernstige gevolgen of zelfs overlijden van de patiënt. 
Hoe eerder de adequate, specialistische behandeling van de vitaal bedreigde patiënt aanvangt, des te beperkter de gevolgen vaak zullen zijn. De complexiteit en diversiteit van de aangeboden pathologie, in combinatie met de tijdsdruk om de gevolgen te beperken vereist een uitgebreide specialistische medische kennis en kunde op het gebied van de vitaal bedreigde patiënt. Artsen gespecialiseerd in spoedeisende geneeskunde dienen de eerste opvang van vitaal bedreigde patiënten te doen. Een veel gebruikte methode hierbij is de zogenaamde ABCDE-methodiek. 
Indien na de eerste opvang de patiënt nog steeds ondersteuning nodig heeft bij zijn vitale functies, dient de zorg op de afdeling intensive care te worden voortgezet. De intensive-caregeneeskunde en de anesthesiologie hebben binnen de medische specialismen de meeste ervaring met het waarborgen van de vitale functies. De intensivist (die vaak ook tot anesthesioloog is opgeleid) heeft dagelijks de verantwoordelijkheid over de controle, bewaking, ondersteuning en zo nodig overname van vitale functies. Het veiligstellen van de luchtweg en ademhaling, het monitoren en sturen van de circulatie, het bewaken van de lichaamstemperatuur en het geven van adequate pijnstilling behoren tot de meest belangrijke taken van een intensivist.

## Overige spoedeisende hulp
Op de afdeling spoedeisende hulp worden alle patiënten gezien die zich met of zonder verwijzing van de huisarts presenteren met een klacht. Vaak worden patiënten die door de huisarts zijn gestuurd meteen door de betreffende medisch specialist gezien. De artsen gespecialiseerd in spoedeisende geneeskunde richten zich voornamelijk op de patiënten die zonder verwijzing komen (zogenaamde "zelfverwijzers"). In evident minder dringende gevallen wordt een patiënt vaak alsnog verwezen naar de huisarts of huisartsenpost (in de avond, nacht of weekenden). In de andere gevallen zal de arts spoedeisende geneeskunde proberen tot een diagnose en behandeling te komen, waarbij zo nodig de hulp van andere medisch specialisten kan worden ingeroepen. De spoedeisende hulpgeneeskunde biedt geen zorg of controle op lange termijn. Indien nodig worden patiënten daarvoor verwezen naar de eigen huisarts, of zo nodig naar de polikliniek van een van de medisch specialismen van het ziekenhuis. 

## Nederland: SEH-arts KNMG vs. SEH-arts
De Koninklijke Nederlandsche Maatschappij tot bevordering der Geneeskunst (KNMG) heeft de opleiding spoedeisende geneeskunde erkend. Deze opleiding duurt 3 jaar, met plannen tot verlenging in de toekomst tot 5 jaar. Deze opleiding vindt voornamelijk plaats op een afdeling spoedeisende hulp met opleidingsbevoegdheid, met stages in intensive care, anesthesiologie, cardiologie, kindergeneeskunde en de ambulancevoorziening. Na het voltooien van de opleiding krijgt de arts de titel "spoedeisendehulparts KNMG" of "SEH-arts KNMG". De SEH-arts KNMG was geen Medisch Specialist, zoals een chirurg of internist omdat dit vak niet als specialisme erkend was en niet was geregistreerd bij de Registratiecommissie Geneeskundig Specialisten, maar een zogenaamde profielarts.
Per 1 januari 2024 is de SEH-arts echter wél erkend als Medisch Specialist. Vanaf dat moment is de (vanaf dan beschermde) titel, na voltooiing van de opleiding: "spoedeisendehulparts" of "SEH-arts", zonder het achtervoegsel KNMG.

## België

### Ontwikkeling van het specialisme

#### Initiële erkenning
De urgentiegeneeskunde is in België officieel erkend als medisch specialisme sinds begin de jaren 1990, doch initieel slechts als een supraspecialisme van andere basisspecialismen zoals o.a. anesthesiologie, inwendige geneeskunde, heelkunde of pediatrie. Een arts in een van deze basisspecialismen kon toen de bijkomende erkenning in de urgentiegeneeskunde verkrijgen na het voltooien van een voltijdse opleiding van twee jaar. Doch de wetgeving voorzag ook in een andere opleiding voor artsen die zouden werken op een spoedgevallendienst of MUG: het zogenaamde 'brevet acute geneeskunde' (BAG). Dit betrof een veel beperktere opleiding van slechts 360 uren die openstond voor iedere arts. Men voorzag een onderscheid tussen deze beide profielen. Waar de BAG-artsen de permanentie zouden kunnen verzekeren op een spoedgevallendienst of MUG, zouden de specialisten ook in aanmerking komen voor leidinggevende of onderwijzende functies in de urgentiegeneeskunde.

#### Dwingende normen
Op het moment van de erkenning van urgentiegeneeskunde als specialisme, bestonden er nog geen dwingende regels die oplegden welke opleiding een arts op een spoedgevallendienst moest hebben gevolgd. Slechts indirect waren er bepaalde eisen geformuleerd via o.a. de ziekteverzekering en de reglementering voor andere ziekenhuisdiensten. Dat veranderde eind de jaren 1990 toen de overheid dwingende normen uitvaardigde waaraan spoedgevallen- en MUG-diensten binnen het DGH-systeem moesten voldoen. Deze normen eisten dat de permanentie ten allen tijde zou worden verzekerd door minstens een BAG-arts of een specialist in de urgentiegeneeskunde (al dan niet in opleiding), mits een overgangsperiode.

#### Zelfstandig specialisme
Tegen het brevet acute geneeskunde bestonden echter bezwaren. De beperkte opleiding zou artsen onvoldoende voorbereiden om zelfstandig spoedgevallen te behandelen. Samen met de verdere ontwikkeling van de urgentiegeneeskunde leidde dit in 2005 tot de erkenning van twee nieuwe profielen: de specialist in de urgentiegeneeskunde en de specialist in de acute geneeskunde. Voortaan gold de urgentiegeneeskunde ook als zelfstandig basisspecialisme waarin artsen konden specialiseren door middel van een zesjarige opleiding. De opleiding tot arts-specialist in de acute geneeskunde zou drie jaar omvatten en was bedoeld als een meer kwalitatieve vervanging van het brevet acute geneeskunde. Deze laatstgenoemde opleiding richtte zich op artsen die wel binnen het domein van de urgentiegeneeskunde wouden werken, maar niet de lange zesjarige opleiding wouden volgen. Voor de bestaande BAG-artsen werd een overgangsregeling voorzien waarbij zij onder bepaalde voorwaarden erkend konden worden als arts-specialist in de acute geneeskunde. De oorspronkelijke BAG-opleiding werd uitgefaseerd.

#### Verschillende kwalificaties
Sinds 2005 bestaan er in België dus vier kwalificaties binnen de urgentiegeneeskunde: de BAG-arts ('brevetist'), de arts-specialist in de acute geneeskunde ('acutist'), de arts-specialist in de urgentiegeneeskunde ('urgentist'), en de arts-specialist in een ander specialisme met een bijkomende beroepstitel in de urgentiegeneeskunde. De normen voorzagen dat op termijn enkel deze artsen de permanentie zouden kunnen waarnemen op de spoedgevallen- en MUG-diensten. In afwachting van dat er een voldoend aantal gekwalificeerde artsen zou opgeleid zijn, werd een overgangsperiode voorzien waarbinnen artsen (al dan niet in opleiding) uit andere specialismen nog werden toegelaten de permanentie waar te nemen.

#### Tekorten
Het aantal gekwalificeerde artsen bleek echter een heikel punt. Volgens een berekening uit 2008 zouden er minstens ongeveer 760 dergelijke artsen tekort zijn in België opdat alle diensten aan de normen zouden kunnen voldoen. Ook zou de instroom in de opleidingen de uitstroom uit het beroep niet compenseren. Het tekort aan artsen met een kwalificatie in de urgentiegeneeskunde is sindsdien steeds een probleem gebleven. Van overheidswege werden maatregelen genomen om het aantal specialisten in opleiding te verhogen. Ook werd de overgangsperiode waarbinnen artsen uit andere specialismen nog de permanentie mogen waarnemen systematisch verlengd. De laatste verlenging van deze periode dateert van 2024 en is geldig tot en met 2028.

### Opleiding
Anno 2025 kunnen artsen in Vlaanderen de zesjarige opleiding in de urgentiegeneeskunde aanvatten aan vier universiteiten: de VUB, de UGent, de KU Leuven en de UAntwerpen. Voor het inrichten en ondersteunen van deze opleidingen hebben de universiteiten samen met de beroepsverenigingen BeCEP en BeSEDiM een samenwerkingsverband onder de naam 'Vlaamse Academie voor Urgentiegeneeskunde' (VAUG).
Basisarts · Huisarts · Specialist —
Acute geneeskunde ·
Anesthesie-reanimatie ·
Arbeidsgeneeskunde ·
Arts Maatschappij en Gezondheid ·
Arts voor verstandelijk gehandicapten ·
Beheer van gezondheidsgegevens ·
Cardiologie ·
Dermato-venereologie ·
Endocrino-diabetologie ·
Forensische of gerechtelijke geneeskunde ·
Fysische geneeskunde ·
Gastro-enterologie ·
Geriatrie ·
Gynaecologie en verloskunde ·
Heelkunde ·
Intensieve zorg ·
Interne of inwendige geneeskunde ·
Kinder- en jeugdpsychiatrie ·
Klinische biologie ·
Klinische chemie ·
Klinische farmacologie ·
Klinische genetica ·
Mond-, kaak- en aangezichtschirurgie ·
Nefrologie ·
Neurochirurgie ·
Neurologie ·
Nucleaire geneeskunde ·
Oncologie ·
Oftalmologie of oogheelkunde ·
Orthopedie ·
Otorinolaryngologie, kno-heelkunde of nko-heelkunde ·
Pathologische anatomie ·
Pediatrie ·
Plastische, reconstructieve en esthetische heelkunde ·
Pneumologie of longziekten ·
Psychiatrie ·
Radiologie ·
Radiotherapie-Oncologie ·
Reumatologie ·
Revalidatiegeneeskunde ·
Sociale geneeskunde ·
Sportgeneeskunde ·
Stomatologie of kaakchirurgie ·
Spoedeisende of urgentiegeneeskunde ·
Urologie ·
Verzekeringsgeneeskunde en medische expertise